# 柏林動物園
柏林動物園（德語：Zoologischer Garten Berlin，發音：[tsoːoˌloːɡɪʃɐ ˈɡaʁtn̩ bɛʁˈliːn] ⓘ）是德國柏林的一個動物園，也是現存最古老的且最知名的動物園。

## 历史
建於1844年，佔地35公頃（86.5英畝），展示約1,380種不同的物種和20,200多只動物，是世界上最全面的動物園設施之一。在2017年有超過350萬遊客，是歐洲訪問量最大的動物園，也是全球最受歡迎的動物園之一。定期餵食動物是其最著名的景點之一。園中過去最知名的動物明星則是北極熊克努特，目前動物園與世界各地的許多大學、研究機構和其他動物園合作，進行保護瀕危物種的培育計劃。

## 園中水族館
園內的水族館分成以下幾點：
- 海洋館（Oceanic）
- 淡水館（Freshwater）
- 鱷魚館（Crocodile Hall）
- 昆蟲館（Insectarium）

## 遊覽須知
地址：Hardenbergplatz 8, Tiergarten, 10787
每天開放時間：冬季(15.10-14.03)9:00a.m.-17:00p.m.，夏季(15.03-14.10)9:00a.m.-18:30p.m.
入場費：
動物園，
- 成人 11EUR
- 學生 8EUR
- 儿童 5,5EUR

動物園及水族館套票
- 成人 16,5EUR
- 學生 13EUR
- 儿童 8,5EUR

## 外部連結
- 官方网站 （德語和英語）